# Всі докази проти нього
Всі докази проти нього — радянський художній фільм 1974 року, знятий на кіностудії «Молдова-фільм».

## Сюжет
Шофер Мовіляну заарештований на власному весіллі за звинуваченням в наїзді на людину — про це говорять всі докази. Однак в ході слідства полковник міліції Чекан з'ясовує, що шофера просто підставили, а справжні злочинці розгулюють на свободі…

## У ролях
- Всеволод Сафонов — Чекан, полковник міліції, слідчий
- Валерія Заклунна — Ольга Іванівна Лупан, майор міліції, слідчий
- Іван Гаврилюк — Думітру Мовіляну, жених, шофер, обвинувачений
- Марія Сагайдак — Катінка, наречена шофера
- Расмі Джабраїлов — Георгіце, батько нареченої
- Лариса Пашкова — Марія Георгіце, мати нареченої
- Арніс Ліцитіс — Гойбу, лейтенант міліції, шкільний друг Думітру Мовіляну
- Петро Баракчі — Валерій Михайлович Ротару, завідувач гаражем
- Міхай Чобану — Серафим Іванович, директор радгоспу
- Костянтин Адашевський — Дмитро Михайлович, головбух радгоспу
- Геннадій Чулков — Павло Іванович Чернов, представник автозаводу
- Майя Булгакова — Анна Василівна, вдова потерпілого
- Микола Засухін — генерал міліції
- Борис Молчанов — Кирило Андрійович, заступник міністра
- Надія Аронецька — дружина Чекана
- Тетяна Ігнатова — дочка Чекана
- Ігор Комаров — Костянтин Васильович, секретар райкому
- Павло Климов — епізод
- Іон Музика — епізод
- Галина Орлова — Надя Мугуре
- Георге Ротераш — епізод
- Андрій Соцкі — епізод
- Дальвін Щербаков — Андрій Петрович
- Тамара Логінова — Тетяна Сергіївна

## Знімальна група
- Режисер — Василе Брескану
- Сценарист — Іван Гельміза
- Оператор — Павло Балан
- Художник — Антон Матер